# Sedaví
Sedaví ist eine Gemeinde in der spanischen Provinz Valencia. Sie befindet sich in der Comarca Huerta Nord in der Agglomeration von Valencia.

## Geografie
Das Gemeindegebiet von Sedaví grenzt an das der folgenden Gemeinden:  Alfafar, Llocnou de la Corona und Valencia, die alle in der Provinz Valencia liegen. 

## Demografie
| 1900  | 1910  | 1920  | 1930  | 1940  | 1950  | 1960  | 1970  | 1981  | 1991  | 2000  | 2019   |
| ----- | ----- | ----- | ----- | ----- | ----- | ----- | ----- | ----- | ----- | ----- | ------ |
| 1.827 | 1.988 | 2.009 | 2.550 | 2.767 | 2.987 | 3.544 | 5.450 | 8.213 | 8.069 | 8.353 | 10.333 |

## Wirtschaft
Die strategische Lage der Gemeinde in der Nähe der Stadt Valencia und mehrerer Autobahnen hat es ihr ermöglicht, ein wichtiges Gewerbegebiet mit großen und mittelgroßen Geschäften zu haben.